# Ohnsorg-Theater
Het Ohnsorg-Theater is een theaterzaal in de Duitse stad Hamburg.

## Geschiedenis
Het Ohnsorg-Theater werd in 1902 op initiatief van Richard Ohnsorg opgericht als theatervereniging onder de naam Dramatische Gesellschaft Hamburg en werd in 1906 hernoemd in Gesellschaft für dramatische Kunst. Tijdens de eerste jaren had de vereniging/gezelschap geen relatie tot de Nederduitse taal, maar dat veranderde toen Richard Ohnsorg het voorzitterschap en de artistieke leiding overgenomen had. Het grote succes van de Nederduitse stukken motiveerde de vereniging tot een herbenoeming in 1920 tot Niederdeutsche Bühne Hamburg. Nadat men voorheen op verschillende podia en in krappe omstandigheden spelen moest, kon het theater zich in 1936 vestigen in het voormalige Kleine Lustspielhaus. In 1946 kreeg het theater de naam Richard-Ohnsorg-Theater. Tegenwoordig is het theater een GmbH met als eigenaar de Niederdeutsche Bühne Hamburg. Het theater wordt nu met rond 1,6 miljoen euro per speeltijd gesubsidieerd.
Sinds 1954 werden voorstellingen door de Duitse televisie uitgezonden. Om zich ook verstaanbaar te maken buiten het Nederduitse taalgebied, werd er geen zuiver Nederduits gesproken. De eerste tv-uitzending was live op 13 maart 1954 met het stuk Seine Majestät Gustav Krause uit de bunker van de NWDR. Later vonden de opnamen direct in het theater plaats, waarvan vele ook op video en dvd zijn verschenen. In het bijzonder door de tv-uitzendingen in de jaren 1960 en 1970 werd het toenmalige gezelschap landelijk bekend. De acteurs waren ook vertegenwoordigd in bioscoopfilms en tv-spelen. Het gezelschap bestond toen uit Heidi Kabel, Henry Vahl,Otto Lüthje, Ernst Grabbe, Hilde Sicks, Werner Riepel, Karl-Heinz Kreienbaum, Heidi Mahler, Erna Raupach-Petersen, Edgar Bessen, Heinz Lanker, Jochen Schenck, Christa Wehling, Gisela Wessel en Jürgen Pooch.
Reeds in 1924 besefte Ohnsorg de betekenis van het nieuw opgerichte medium radio. Aldus kwam hij bij de NORAG met de radioredacteur Hans Böttcher samen, die de Nederduitse literatuur ook aan het hart lag. Dus trad het gezelschap ook regelmatig voor de radiomicrofoon. De samenwerking werd ook later voortgezet na de oprichting van de NWDR en later van de NDR tot in het heden. Bij de producties betrof het meestal dialect-hoorspelen uit de meest verschillende genres. Pas na het succes van de platduitse theaterstukken begonnen ook de overige zenders van de ARD ook Beierse theaterstukken (Komödienstadl) en stukken uit het Millowitsch-Theater uit Keulen uit te zenden. In een speciale uitzending van de ARD-tv-loterij in 1968 traden Heidi Kabel en Willy Millowitsch samen op in het theaterstuk Die Kartenlegerin, met een korte gastrol van de zanger en acteur Freddy Quinn. Na het overlijden van Richard Ohnsorg waren onder andere Hans Mahler, Günther Siegmund en Konrad Hansen lange tijd intendanten van het theater. Tegenwoordig is dit Christian Seeler. In 1996 draaide de NDR de familie-tv-serie Die Ohnsorgs, waaraan de toenmalige acteurs van het theater deelnamen.

## Verhuizing
Op vrijdagavond 8 juli 2011 viel voor het Ohnsorg-Theater na 75 jaar het doek in de oude theaterlocatie. Het gezelschap nam afscheid met de komedie Brandstiftung. Op 28 augustus opende het traditiehuis aan de Heidi-Kabel-Platz met een platduitse editie van William Shakespeare's A Midsummer Night's Dream, onder regie van Michael Bogdanov. De nieuwe locatie in het in 1990 gebouwde Bieberhaus is moderner en groter met de modernste techniek en een extra studiopodium. De capaciteit is ten opzichte van de oude locatie met ca. 50 plaatsen verhoogd naar 389 plaatsen.
In september 2012 werd in de eerste etage van het nieuwe theatergebouw het studiopodium met 100 plaatsen geopend. De eerste leidster werd Cornelia Ehlers, tot dan toe dramaturge bij het Oldenburgische Staatstheater. Jaarlijks worden hier drie eigen producties voor de sectie kinder- en jeugdtheater uitgebracht. De stukken worden tweetalig – plat- en hoogduits – opgevoerd.

## Onderscheidingen
- 1992: Silberne Maske van de Hamburger Volksbühne
- 2004: Heinrich-Schmidt-Barrien-Prijs
- 2005: Pegasus-Prijs
- 2009: Pegasus-Prijs, in het bijzonder voor de opvoering Misery van Klaus Engeroff
- 2014: Pegasus-Prijs voor het studiopodium
- 2015: Niederdeutscher Literaturpreis van de stad Kappeln

## Voorstellingen (selectie)
- Brand-Stiftung
- Der Bürgermeisterstuhl
- Die Deern ist richtig
- Du…!
- Doktor Puust
- De dolle Deern
- Eine Frau für den Klabautermann
- Der Etappenhase
- Frau Pieper lebt gefährlich
- Für die Katz
- Gastwirt Goebel
- Een gode Partie
- Gute Nacht, Frau Engel
- Hamburger Bier
- Das Herrschaftskind
- Honnig in'n Kopp
- Das Hörrohr
- In Luv und Lee die Liebe
- Die Kartenlegerin
- Kein Auskommen mit dem Einkommen
- Die Königin von Honolulu
- Das Kuckucksei
- Liebe Verwandtschaft
- Der Lorbeerkranz
- Ein Mann ist kein Mann
- Ein Mann mit Charakter
- Männer sind auch nur Menschen
- Mein Mann, der fährt zur See
- Meister Anecker
- Mensch sein muss der Mensch
- Der möblierte Herr
- Mutter ist die Beste (Das Fenster zum Flur van Curth Flatow en Horst Pillau)
- Dat Narrenhuus (La Cage aux Folles)
- Onkel Wanja
- Opa wird verkauft
- Peter Pink
- Das Piratenstück
- Schneider Nörig
- Schneider Wibbel
- De Spaansche Fleeg (Die spanische Fliege)
- Strandräuber
- Tratsch im Treppenhaus
- Trautes Heim
- … und oben wohnen Engels
- Vater Philipp
- Verteufelte Zeiten
- Der Weiberhof
- Wenn der Hahn kräht
- Willems Vermächtnis
- Zwei Engel
- Zwei Kisten Rum

## Bedrijfsleiders
- Richard Ohnsorg (1910–1945)
- Rudolf Beiswanger (1945–1949)
- Hans Mahler (1949–1970)
- Günther Siegmund (1970–1979)
- Konrad Hansen (1979–1985)
- Walter Ruppel (1985–1994)
- Thomas Bayer (1994–1995)
- Christian Seeler (1995–2017)